# Comuna Nîzkivka, Snovsk
Nîzkivka (în ucraineană Низківка) este o comună în raionul Snovsk, regiunea Cernihiv, Ucraina, formată din satele Filonivka, Kuropiivka, Liutivka, Nîzkivka (reședința), Prîvilne, Radvîne, Ruda și Șciokot.

## Demografie
Componența lingvistică a comunei Nîzkivka
     Ucraineană (97,68%)
     Rusă (2,06%)
     Alte limbi (0,26%)
Conform recensământului din 2001, majoritatea populației comunei Nîzkivka era vorbitoare de ucraineană (97,68%), existând în minoritate și vorbitori de rusă (2,06%).